# Basket Case
〈Basket Case〉는 1994년 8월 리프리즈 레코드에 의해 밴드의 세 번째 스튜디오 음반인 《Dookie》 (1994년)의 두 번째 싱글로 발매된 미국의 펑크 록 밴드 그린 데이의 노래이다. 이 노래는 미국 《빌보드》 얼터너티브 송 차트에서 1위를 차지하며 5주를 보냈고, 듀오 또는 그룹의 최고 록 보컬 퍼포먼스 부문에서 그래미 어워드 후보에 올랐다. 뮤직 비디오는 마크 코어가 감독했고 캘리포니아주의 한 버려진 정신병원에서 촬영되었다. 2001년, 이 노래는 그들의 컴필레이션 음반인 《International Superhits!》에 등장했다. 2021년, 〈Basket Case〉는 《롤링 스톤》의 "역사상 가장 위대한 노래 500곡"에서 150위에 올랐다. 2023년 3월 현재, 〈Basket Case〉는 9억 2천 6백만 개 이상의 스트리밍 수를 가진 스포티파이 (리믹스 및 대체 버전 제외)에서 가장 많이 스트리밍 된 노래이다.

## 배경 및 녹음
그린 데이의 보컬리스트이자 기타리스트인 빌리 조 암스트롱은 〈Basket Case〉는 그의 불안과의 투쟁에 관한 것이라고 말했고, 그가 몇 년 후 공황장애 진단을 받기 전에, 그는 그가 미쳐가고 있다고 생각했다. 암스트롱은 그 당시에 "대체 무슨 일이 일어나고 있는지 알 수 있는 유일한 방법은 그것에 대한 노래를 쓰는 것이었다"라고 말했다.
〈Basket Case〉는 프로듀서 롭 카발로가 그린 데이의 데모 테이프를 받았을 때 들었던 노래들 중 하나였다. 그는 1993년 중반에 리프리즈 레코드에 그 밴드에 사인을 하게 되었다. 그린 데이와 카발로는 1993년 9월과 10월 사이에 캘리포니아주 버클리의 판타지 스튜디오에서 3인조의 주요 레이블 데뷔 음반 《Dookie》에서 발매된 〈Basket Case〉의 버전을 녹음했다.

## 구성
〈Basket Case〉는 내림마의 키로 연주되는 펑크 록 및 팝 펑크 곡이다. 도입부 구절은 암스트롱과 그의 기타만 특징이다. 첫 번째 합창이 끝날 무렵, 트레 쿨이 빠른 톰 필과 폭발적인 전환을 추가하고 마이크 던트가 보컬 멜로디를 연상시키는 베이스 라인을 추가하면서 밴드의 나머지가 합류한다. 두 번째 구절에서, 〈Basket Case〉는 남성 매춘부에게 간청하는 것을 언급한다. 암스트롱은 "나는 내 자신과 듣는 사람이 누구든 도전하고 싶었고, 세상을 바라보며 '생각보다 흑백이 아니야. 이건 네 할아버지의 매춘부도 아니었을 수도 있어.'라고 말하는 것이기도 하다"라고 말했다. 이 노래의 코드 진행은 파헬벨의 카논의 그것을 매우 가깝게 반영한다.

## 뮤직 비디오
동반된 〈Basket Case〉 뮤직 비디오는 마크 코어가 감독했다. 밴드 멤버들의 요청에 따라 캘리포니아주 샌타클래라군에 있는 아그뉴스 개발 센터라는 실제 정신 병원에서 촬영되었다. 정신 병원은 버려졌지만 대부분의 구조물은 망가진 상태로 남아 있었다. 밴드 멤버들은 오래된 환자 파일, 벽의 깊은 긁힌 부분, 주변에 흩어져 있는 치아 곰팡이를 발견했다. 이 비디오는 영화 《뻐꾸기 둥지 위로 날아간 새》와 《브라질》을 자주 언급한다.
이 비디오는 1995년 9개의 MTV 비디오 뮤직 어워드, 올해의 비디오, 최고의 그룹 비디오, 최고의 메탈/하드 록 비디오, 최고의 얼터너티브 비디오, 혁신 비디오, 최고의 디렉션, 최고의 편집, 최고의 촬영, 그리고 시청자의 선택 상에 후보로 올랐다. 이 비디오는 후보에 오른 어떤 부문에서도 상을 받지 못했다.
〈Basket Case〉의 비디오는 이후 2009년 10월 그린 데이의 공식 유튜브 채널에 공개되었다. 2024년 1월 현재 3억 3,900만 건 이상의 조회수를 기록했다.

## 곡 목록
| - 초기 버전 1. "Basket Case" – 3:01 2. "On the Wagon" – 2:48 3. "Tired of Waiting for You" – 2:30 4. "409 in Your Coffeemaker" [Unmixed] – 2:49 - 한정판 버전 1. "Basket Case" – 3:01 2. "Longview" (live) – 3:30 3. "Burnout" (live) – 2:03 4. "2,000 Light Years Away" (live) – 2:49 Note: Live tracks recorded March 11, 1994 at Jannus Landing, St. Petersburg, Florida. These tracks are also available on the live EP Live Tracks | - 일본판 버전 1. "Basket Case" – 3:01 2. "She" – 2:14 3. "Emenius Sleepus" – 1:43 - 7인치 바이닐 싱글 박스 세트 1. "Basket Case" – 3:01 2. "When I Come Around" – 2:58 3. "Having a Blast" – 2:44 4. "When I Come Around" (Live from Stockholm, Sweden) — 2:49 |

## 인증
| 국가                                                            | 인증        | 판매량/출하량 |
| --------------------------------------------------------------- | ----------- | ------------- |
| 캐나다 (뮤직 캐나다)                                            | 6× 플래티넘 | 480,000       |
| 덴마크 (IFPI Danmark)                                           | 골드        | 45,000        |
| 이탈리아 (FIMI)                                                 | 플래티넘    | 50,000        |
| 일본 (RIAJ)                                                     | 골드        | 100,000*      |
| 영국 (BPI)                                                      | 2× 플래티넘 | 1,200,000     |
| *판매량을 기반으로 한 인증 · 판매량+스트리밍을 기반으로 한 인증 |             |               |